# Lumut
Lumut es una ciudad de Malasia en la zona septentrional de su territorio occidental. Se encuentra en el litoral del estado de Perak, registrando en 2007 una población de 31.880 habitantes. Dista 84 km de Ipoh, 12 de Sitiawan y es la puerta de entrada a la isla Pangkor. Este antiguo puerto pesquero es en el actualidad la sede de la Armada Real de Malasia. Desde 1993 es un astillero de buques de medio calado.
En malayo lumut significa musgo, liquen, o alga. 